# أميرة بلا تاج
أميرة بلا تاج (بالتركية: Taçsız Prenses)‏ هو مسلسل تلفزيوني درامي تركي، مقتبس من المسلسل الياباني "Without Family"؛ عرض المسلسل على قناة فوكس من 10 يناير الى 24 يونيو 2023.

## البث الدولي
تم دبلجة المسلسل إلى العربية باللهجة السورية وعُرض على قناة إم بي سي 4 ومنصة شاهد. وبالدبلجة الفارسية على إم بي سي الفارسية.

## روابط خارجية
- أميرة بلا تاج على موقع IMDb (الإنجليزية)
- أميرة بلا تاج على موقع قاعدة بيانات الفيلم (الإنجليزية)
- فوكس'على موقعها الرسمي Taçsız Prenses نسخة محفوظة 4 January 2023 على موقع واي باك مشين.
- أميرة بلا تاج  على قاعدة بيانات الأفلام على الإنترنت (بالإنجليزية).
- . على يوتيوب
- tacsizprenses_ على تويتر.
- أميرة بلا تاج على إنستغرام
- أميرة بلا تاج  على فيسبوك.